# 浮羽村
浮羽村（うきはむら）は、福岡県浮羽郡にあった村。現在のうきは市の一部。

## 地理
筑後川中流、耳納山地東端の北麓に位置していた。

## 歴史

### 沿革
- 1889年（明治22年）4月1日 - 町村制の施行により、生葉郡流川村、浮羽村が合併して村制施行し、浮羽村が発足[1][2]。
- 1896年（明治29年）4月1日 - 郡の統合により浮羽郡に所属[1][3]。
- 1910年（明治43年）- 耕地整理実施（3年間）[1]
- 1929年（昭和4年）4月1日 - 浮羽郡椿子村と合併し御幸村を新設して廃止された[1][2]。

### 地名の由来
景行天皇の遺跡地とされる浮羽島（生葉島）にちなむ。